# Stygobromus gracilipes
Stygobromus gracilipes is een vlokreeftensoort uit de familie van de Crangonyctidae. De wetenschappelijke naam van de soort is voor het eerst geldig gepubliceerd in 1969 door Holsinger.